# Premont
Premont é uma cidade localizada no estado norte-americano do Texas, no Condado de Jim Wells.

## Demografia
Segundo o censo norte-americano de 2000, a sua população era de 2772 habitantes.
Em 2006, foi estimada uma população de 2816, um aumento de 44 (1.6%).

## Geografia
De acordo com o United States Census Bureau, Premont tem uma área de 4,4 km², dos quais 4,4 km² cobertos por terra e 0,0 km² cobertos por água.

## Localidades na vizinhança
O diagrama seguinte representa as localidades num raio de 24 km ao redor de Premont.